# エミリオ・パルマ
エミリオ・マルコス・パルマ（西: Emilio Marcos Palma, 1978年1月7日 - ）は南極大陸で生まれた最初の人間。かつ、史上もっとも南で生まれた人間である。

## 概要
南極半島の先端に近いエスペランサ基地にあるFortín Sargento Cabralで生まれた。その時の体重はおよそ3.4キログラム。彼の父親、ホルヘ・エミリオ・パルマ大尉はエスペランサ基地の陸軍分遣隊隊長である。他にも十人の人間が南極で生まれているが、パルマの生まれた位置はそれらよりも南にある。
アルゼンチン領南極の主権をめぐる論争を有利に進めるため、アルゼンチンは、パルマの母親で当時妊娠7カ月だったシルビア・モレージャ・デ・パルマ（Sílvia Morella de Palma）を南極基地へ空輸した。
パルマの両親がともにアルゼンチンの市民権を持っており、またエスペランサ基地はアルゼンチンが主張するアルゼンチン領南極地域にあるため、アルゼンチン政府によってパルマは自動的にアルゼンチンの市民権を得た。
それと同時にエスペランサ基地はイギリスの主張するイギリス領南極地域にあり、パルマはイギリス国籍が自動的に取得される1983年より前に生まれたため、パルマはイギリス国籍を主張することもできた。
パルマは、特定の大陸で初めて生まれたということが分かる史上唯一の人物としてギネスブックに取り上げられている。その一方で、1913年にサウスジョージア島で生まれたノルウェーのSolveig Gunbjørg Jacobsenが、南極で最初に生まれた人間であると主張されることがある。これは、サウスジョージア島が様々な理由から南極の一部であると考えられているからである。